# Винипег џетси
Винипег џетси (енгл. Winnipeg Jets) су канадски професионални хокејашки клуб из града Винипега у Манитоби. Клуб се такмичи у Централној дивизији Западне конференције Националне хокејашке лиге (НХЛ). Клуб је од сезоне 2011/12. наследник франшизе Атланта трешерса.
Када је компанија True North Sports & Entertainment током 2011. постала власник франшизе, клуб је из Атланте пресељен у Винипег. Након пресељења тим је узео старо име хокејашког клуба из града Винипега који се 1996. преселио у Финикс (Финикс којоти).
Утакмице на домаћем леду Џетси играју у дворани Канада лајф центар која се налази у центру Винипега и има капацитет од 15.015 гледалаца.
Клупске боје су тамноплава, бела, пилотски плава, сребрна.